# レアル・ソシエダHH
レアル・ソシエダHH（スペイン語: Real Sociedad Hockey Hielo）は、スペイン・ギプスコア県サン・セバスティアンに本拠地を置いていたアイスホッケークラブ。スペインの全国リーグであるリーガ・ナシオナル・デ・ホッケイ・イエロに所属していた。1972年に設立され、1976年に解散した。1972-73シーズンから1974-75シーズンまで3年連続でリーグとカップの国内2冠を達成している。

## 歴史
1972年にギプスコア県サン・セバスティアンにて創設され、同年に発足したリーガ・ナシオナル・デ・ホッケイ・イエロ（全国リーグ）の初期メンバーとなった。初年度となった1972-73シーズンのリーガ・ナシオナルで優勝し、国内カップであるコパ・デル・レイ・デ・ホッケイ・イエロでも優勝して2冠を達成した。1973-74シーズンにも国内リーグ・国内カップの2冠を、1974-75シーズンにもやはり2冠を達成し、3シーズン連続で2冠を達成している。1975-76シーズンの国内リーグは5位だった。1976年に解散した。なお、1976-77シーズンのリーガ・ナシオナルでは同じくサン・セバスティアンに本拠地を置くCHHチュリ・ウルディンが優勝している。

## タイトル
- リーガ・ナシオナル（3回）
  - 1973, 1974, 1975
- コパ・デル・レイ（英語版）（3回）
  - 1973, 1974, 1975

## 成績
| シーズン | 国内リーグ | 国内カップ |
| -------- | ---------- | ---------- |
| 1972–73  | 優勝       | 優勝       |
| 1973-74  | 優勝       | 優勝       |
| 1974-75  | 優勝       | 優勝       |
| 1975-76  | 5位        |            |